# Xylophanes guianensis
Xylophanes guianensis là một loài bướm đêm thuộc họ Sphingidae. Nó được tìm thấy ở Guyane thuộc Pháp về phía tây nam tới Bolivia.
Mỗi năm loài này có thể có nhiều thế hệ.
Ấu trùng có lẽ ăn các loài Psychotria panamensis, Psychotria nervosa và Pavonia guanacastensis.

## Hình ảnh

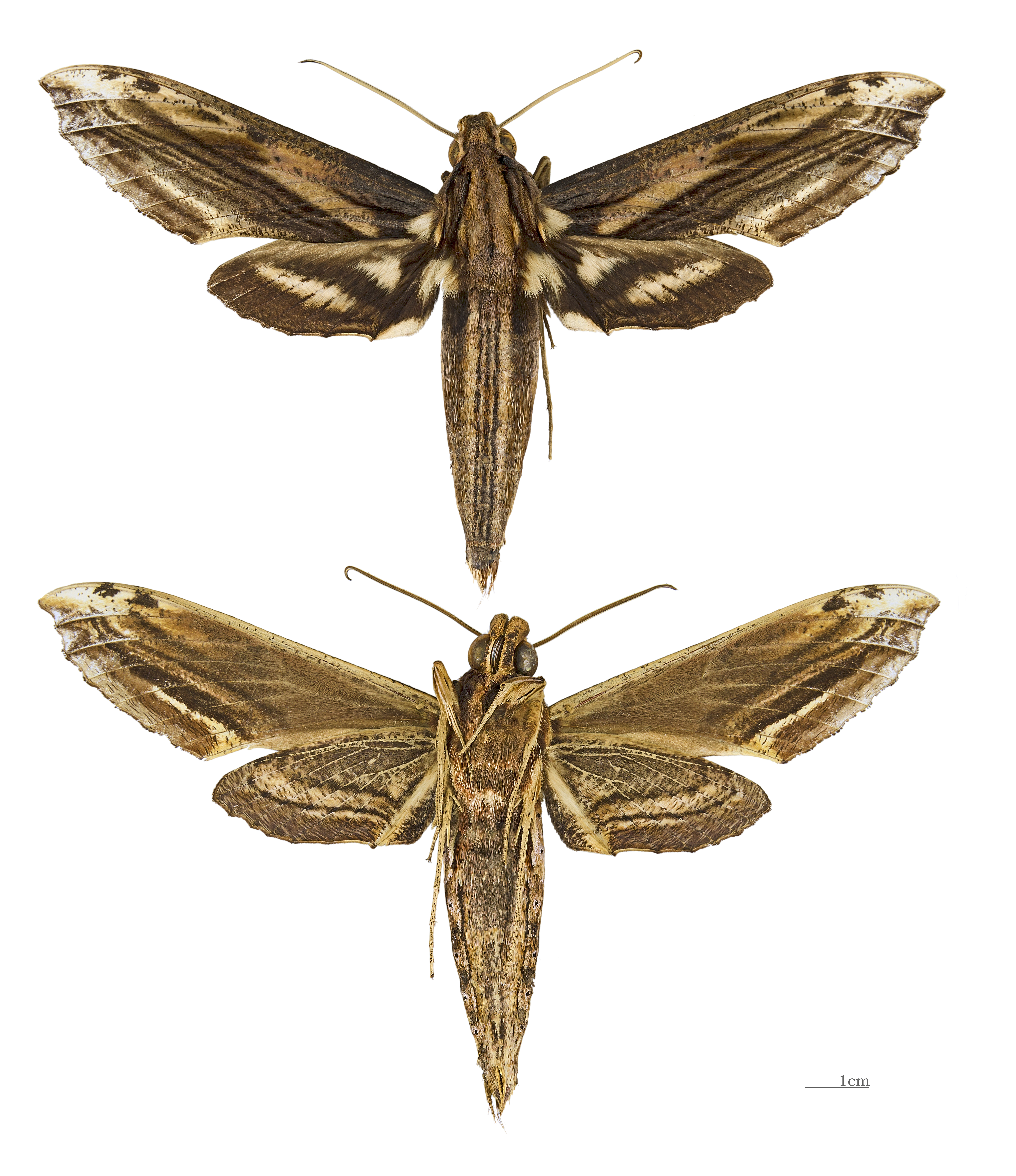
Xylophanes guianensis ♂
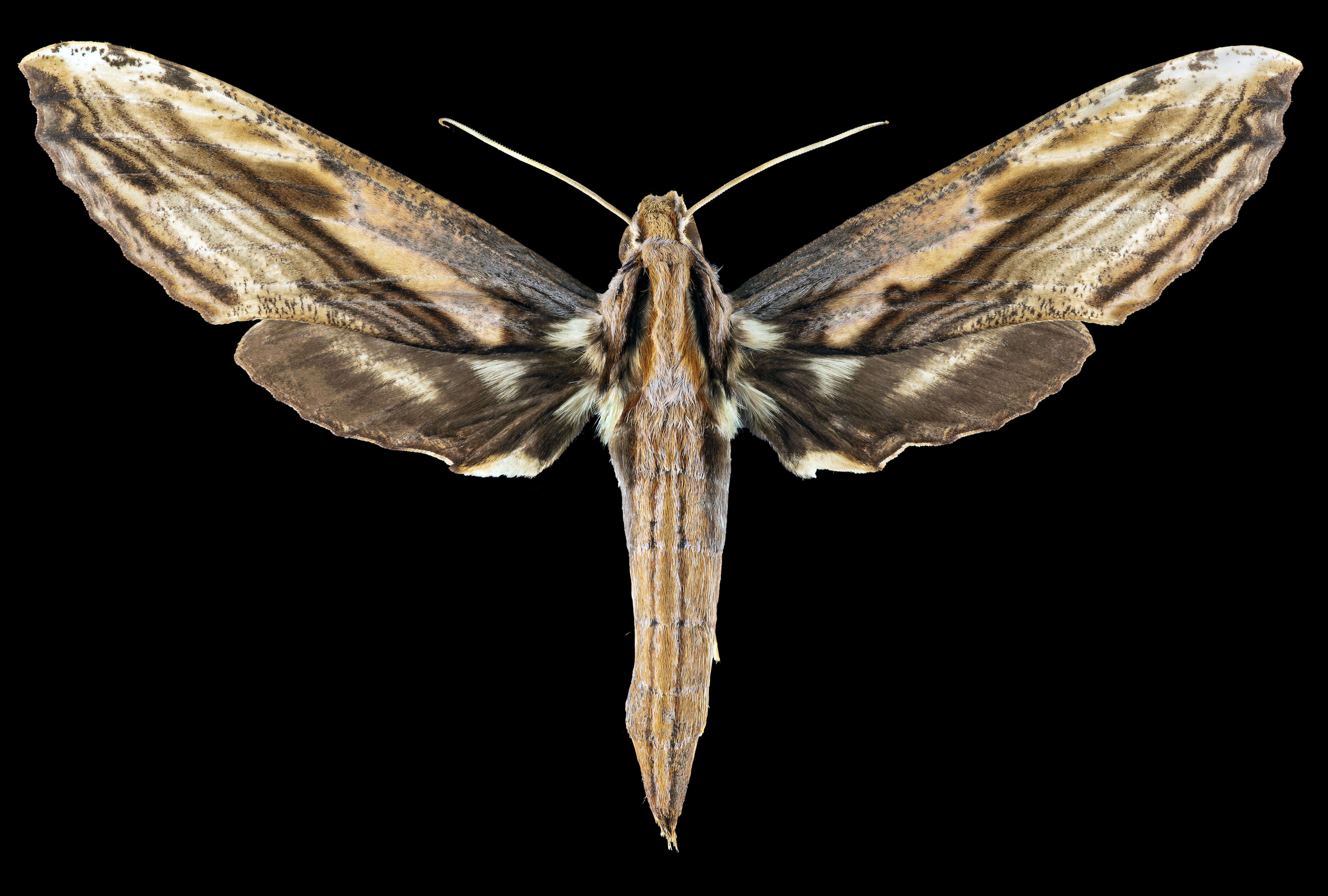
Xylophanes guianensis ♀
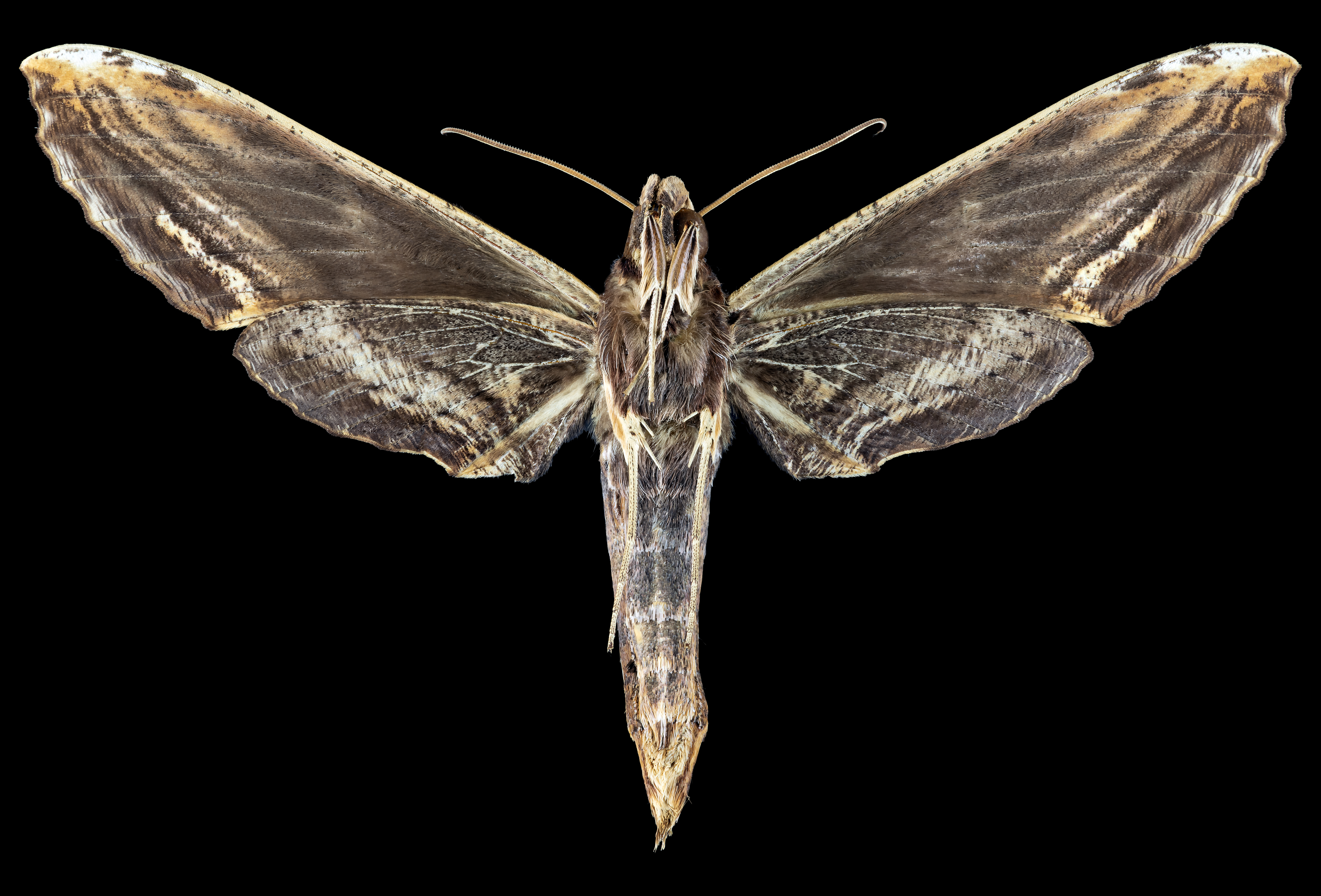
Xylophanes guianensis ♀ △